# Église Saint-Christophe de Schagen
Pour les articles homonymes, voir Église Saint-Christophe.
L'église Saint-Christophe (néerlandais : Christoforuskerk) est une église néogothique de la fin du XIXe siècle située dans la ville de Schagen aux Pays-Bas.

## Histoire

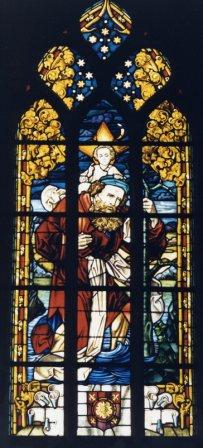
Vitrail de Otto Mengelberg.

L'évêque Gaspard Bottemanne lance la construction de l'église en 1881, sous la direction de l’architecte Alfred Tepe qui conçoit une structure néogothique épurée d'une longueur de 51 mètres pour une largeur de 20 mètres. 
La plus haute tour s'élève à 61 mètres, tandis que la nef, soutenue par douze piliers symbolisant les douze apôtres, s'élève à 24 mètres. Les fondations reposent sur 630 pilotis de 9 mètres.
Les vitraux sont l'œuvre d'Otto Mengelberg, de même que le maître-autel donné en 1901. Le chœur abrite une splendide chaire de style baroque sculptée à Anvers en 1738. 
Les chapelles rayonnantes abritent une sculpture de sainte Marie, originaire de Rome et ramenée par un capitaine d’un navire marchand habitant à Schagen, et une sculpture en chêne (1862) de Saint Jean-Baptiste, originaire de l’ancienne église catholique de Kolhorn.
L’orgue Nicholson (1878) provient de l’église Sainte-Marie-Madeleine de Worcester et appartient depuis 1981 à la paroisse.
L’église est consacrée en 1883 par l'évêque de Haarlem. Elle a été restaurée en 1998.